# نخل رونده
نخل رونده (انگلیسی: Rattan) نام در حدود ۶۰۰ گونه نخل از تبار نخل‌های رونده (Calameae) است که بومی مناطق گرمسیری آفریقا، آسیا و استرالیا است.